# Flaga Republiki Weneckiej

Jedna z wielu wersji używanych w przeciągu ponad tysiącletniej historii republiki.

Flaga Republiki Weneckiej, powszechnie znana jako Sztandar Świętego Marka (Stendardo di San Marco), był symbolem Republiki Weneckiej, aż do jej rozwiązania w 1797 roku.
Jego głównym symbolem był Lew św Marka, patrona Wenecji. Cechą wyróżniającą flagę jest jej sześć frędzli, które zostały dodane, aby reprezentować oryginalne sześć sestiere Wenecji. Frędzle służą również do zapobiegania uszkodzeniom powodowanym przez wiatr w centralnej części flagi. 
W czasach pokoju Lew Świętego Marka był przedstawiany z otwartą Biblią. Jednak gdy Republika była w stanie wojny, Biblię zastępowano mieczem. 

Flaga zainspirowała nowoczesną flagę regionu Wenecji we Włoszech.

Pierwsza znana flaga republiki z czasów średniowiecza.
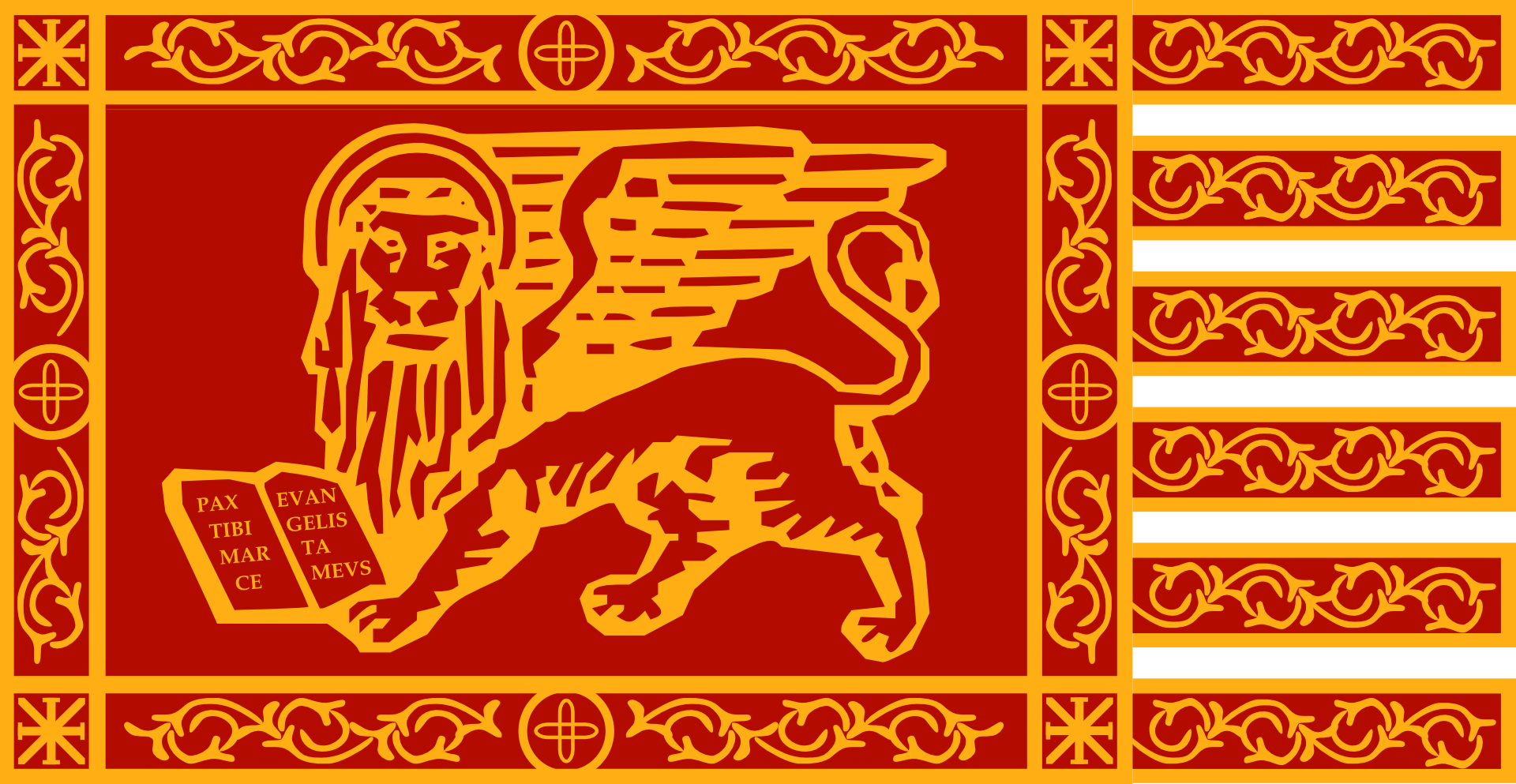
Flaga pokoju z Biblią.
Flaga wojny z mieczem.
Najpopularniejsza wersja flagi.
Flaga Wenecji Euganejskiej, podstawowe różnice to: Lew nie jest już na czerwonym polu, flaga ma siedem ogonów połączonych ze sobą, zawierających herby prowincji, a do czerwono-złotych ozdób został dodany ciemnoniebieski.
Flaga Senarici, małej republiki w dzisiejszej Abruzji, która inspirowała się Wenecją w wielu dziedzinach.
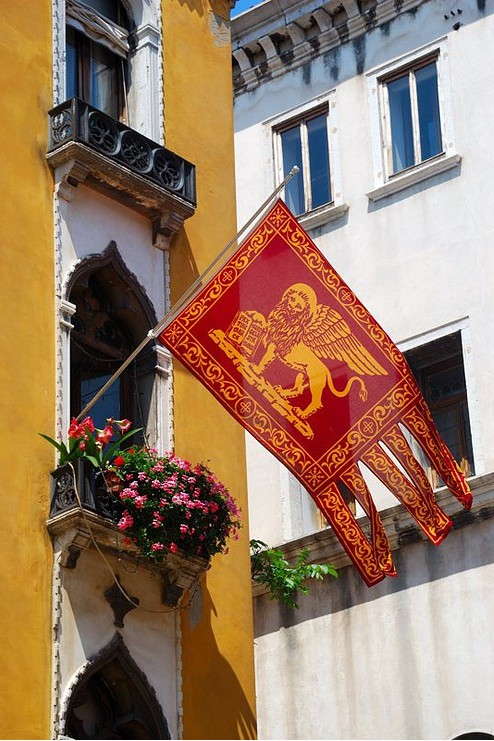
Flaga powiewająca z okna.